# Jedlicska Tamás
Jedlicska Tamás, Tomáš Jedlička, Jedlitska (Nagyjác, 1761. december 16. – Vágkeresztúr, 1814. március 15.) római katolikus plébános.

## Élete
Papnövendékként 1781–84 között Nagyszombatban hallgatta a bölcseletet és a teológia három évfolyamát. 1784. június 1-től a IV. és V. évfolyamot Pozsonyban végezte. 1786-ban fölszentelték. Káplán volt Kisapátin, 1788-ban Garamszőlősön, 1792-ben Szereden. 1795. január 31-én vágkeresztúri plébános lett, ahol haláláig szolgált.

## Műve
- Katekismus k Wiučuwáňi Mládeže katolickég a obecného Ludu. T. J. A. D. S. P. K. Nagyszombat. 1825